# Vasili Aleksejev
Vasili Ivanovitsj Aleksejev (Russisch: Василий Иванович Алексеев) (Pokrovo-Shishkino (Oblast Rjazan) (7 januari 1942 – München, 25 november 2011) was een Russisch gewichtheffer. Aleksejev vestigde in zijn carrière 80 wereldrecords en 81 nationale records. Zo blijft hij onder meer eeuwig wereldrecordhouder, met een gewicht van 236,5 kg, in de categorie Clean & press die in 1972 werd geschrapt als discipline. In totaal werd hij tweemaal Olympisch kampioen, achtmaal wereldkampioen en achtmaal Europees kampioen.
Tussen 1990 en 1992 was hij aan de slag als coach van onder meer het gezamenlijk team op de Olympische Zomerspelen 1992. Dit team won in het gewichtheffen negen medailles, waarvan vijf gouden.
Hij overleed op 69-jarige leeftijd in een ziekenhuis te München, waar hij was opgenomen ten gevolge van zware hartproblemen.

## Persoonlijke records
- Stoten: 256,0 kg (1 november 1977 - Moskou)
- Trekken: 190,0 kg (1 september 1977 - Podolsk)
- Clean & press: 236,5 kg (15 april 1972 - Tallinn)

1972: Vasili Aleksejev ·
1976: Vasili Aleksejev ·
1980: Dean Lukin ·
1984: Yao Jingyuan ·
1988: Aleksandr Koerlovitsj ·
1992: Aleksandr Koerlovitsj ·
1996: Andrej Sjemerkin ·
2000: Hossein Reza Zadeh ·
2004: Hossein Reza Zadeh ·
2008: Matthias Steiner ·
2012: Behdad Salimi ·
2016: Lasja Talachadze ·
2020: Lasja Talachadze ·
2024: Lasja Talachadze
- Gemeinsame Normdatei: 118501917
- International Standard Name Identifier: 0000 0003 5478 7243
- Library of Congress Control Number: n79082593
- Virtual International Authority File: 59875096
- WorldCat: E39PBJcRdvW38gdbymyRgF69Xd